# Barberini (Roms tunnelbana)
Barberini är en station på Roms tunnelbanas Linea A. Stationen är uppkallad efter Piazza Barberini och togs i bruk den 16 februari 1980. Stationens utgångar är belägna vid början av Via Veneto, i närheten av Bifontänen.
Stationen Barberini har:
- Biljettautomater

## Kollektivtrafik
- Busshållplats för ATAC

## Omgivningar

### Piazza Barberini
- Fontana del Tritone
- Fontana delle Api
- Via Veneto
- Via del Tritone
- Via Sistina
- Via delle Quattro Fontane
- Santa Maria della Concezione dei Cappuccini
- San Basilio agli Orti Sallustiani
- Via di San Basilio
- Via Bissolati
- Via Barberini

### Quirinalen
- Palazzo del Quirinale
- Palazzo Barberini
- Quattro Fontane
- Piazza del Quirinale

### PiazzaFontana di Trevi
- Santi Vincenzo e Anastasio

### Övrigt
- Piazza San Bernardo
- Piazza San Silvestro
- Piazza Santi Apostoli
- Madonna dell'Archetto
- Palazzo del Bufalo
- Santa Maria in Trivio
- Santa Maria in Via